# Triunial

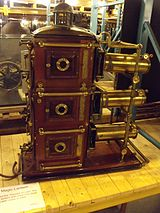
Un triunial, creado alrededor de 1890.

El triunial es un proyector de tres lentes creado en Inglaterra y utilizado sobre todo a finales del siglo XIX. Era una mejora del biunial que, en vez de tener tres lentes, solo tenía dos. Esto permitía efectos mucho más espectaculares.

## Diseño
Sus principios ópticos son los mismos que los de cualquier otro tipo de aparato de linterna mágica o de proyectores cinematográficos o de fotografías: un foco luminoso, un condensador, un objeto transparente, un objetivo y una pantalla.
Medía unos 84 centímetros de altura y era de madera y bronce. El cuerpo era de caoba y se colocaba encima de una plataforma de madera pintada. Tenía herrajes de latón lacado y puertas con paneles con aperturas de vidrio de colores. Las lentes también podían ser de latón, con un enfoque de cremallera y piñón y ranuras para poner diapositivas. Los iluminadores eran de gas.

## Funcionamiento
Las imágenes eran pintadas a mano en placas de vidrio y se introducían en el proyector. Con el paso de una imagen a la otra, se creaba una pequeña imagen en movimiento.
Se podían realizar una gran variedad de efectos especiales: fundidos, encadenados, etc. Por ejemplo, hacer la disolución de una vista en otra en dos de las lentes, mientras, en la tercera, se producía un efecto de nieve. Al final, en la pantalla se veía un paisaje sin nieve, después caía la nieve y entonces la imagen se disolvía en la del paisaje nevado.
A diferencia del cine, la eficacia de las proyecciones con linterna mágica (no solo en el caso del triunial sino también en el de las otras) dependía mucho de la habilidad del proyeccionista que era quien hacía cambiar las imágenes, aparte de crearlas y hacer los efectos.

## Historia
El proyector fue creado por J. Ottway y su hijo, ópticos y torneros de latón que practicaban en Londres en 1891. 
Esta linterna fue manufacturada por el Ejército de Salvación en Inglaterra y fue utilizada por ellos hasta la década de 1950. El proyector forma parte de la Francis Collection de aparatos precinematográficos, adquiridos por los gobiernos australianos y de Victoria el año 1975 y mantenido por el museo Victoria. David Francis fue el curador del Archivo Nacional de Cine y Sonido del British Film Institute, además de ser cofundador del Museo de la Imagen y el Movimiento en Londres, que estuvo operativo entre 1988 y 1999. Francis utilizó esta linterna triunial en algunas de sus propias conferencias sobre las linternas mágicas y su uso.